# Колумбия (окръг, Уисконсин)
Вижте пояснителната страница за други значения на Колумбия.
Окръг Колумбия (на английски: Columbia County) е окръг в щата Уисконсин, Съединени американски щати. Площта му е 2062 km², а населението - 58 490 души (1 април 2020). Административен център е град Портидж.